# Lou Wagner
Lou Wagner est un acteur américain né le 14 août 1940 à San José, en Californie (États-Unis).

## Filmographie
- 1968 : La Planète des singes (Planet of the Apes) : Lucius
- 1969 : Hello Down There de Jack Arnold : Marvin Webster
- 1970 : Airport : Schuyler Schultz
- 1970 : Pufnstuf
- 1972 : La Conquête de la planète des singes (Conquest of the Planet of the Apes) : Busboy
- 1972 : Goodnight, My Love (TV) : Sally
- 1974 : Columbo : Saison 3 ep 6 (TV) Au delà de la folie : Ross
- 1975 : The UFO Incident (TV) : The Leader
- 1975 : CHiPs (TV) (saison 2 ep1 ): Harlan Arliss
- 1978 : Mirrors (en) de Noel Black : Chet
- 1980 : Revanche à Baltimore (The Baltimore Bullet)
- 1980 : Gorp : Federman
- 1994 : In This Corner : Referee
- 1994 : Sodbusters (TV) : Shorty Simms
- 1996 : Galgameth : Zethar
- 1997 : Sunsplit
- 1999 : Starry Night : Gabe Burton
- 2001 : Il était une fois James Dean (James Dean) (TV) : 'Eden' Makeup Person
- 2005 : Chopping Block : Joe Rozzi
- 2005 : Earl (My name is Earl) - Saison 1, épisode 13 : Mr. Covington
- 2010-2014 : Raising Hope -  Saison 4 ep 6 : Wally Phipps